# Himid Mao
 (février 2024).
Le contenu est difficilement compréhensible vu les erreurs de traduction, qui sont peut-être dues à l'utilisation d'un logiciel de traduction automatique.
Himid Mao Mkami, né le 5 novembre 1992 en Tanzanie, est un footballeur tanzanien.

## Biographie
Himid Mao naît le 5 novembre 1992 à Dar es Salaam, en Tanzanie. Son père, Mao Mkami, était également un footballeur qui représente la Tanzanie entre 1991 et 1995 et était populairement connu sous le nom de « Ball Dancer ». Il fait l’école primaire Kiwandani, Turiani, Morogoro, après quoi il déménage à Dar es Salaam Karume et y étudie jusqu’à la sixième année. Il termine ses études primaires à l’école primaire Omar Ali Juma, à Magomeni, Dar es Salaam, puis il rejoint l’école secondaire Tabata où il  termine sa formation en 2011. 

## Carrière en club
Himid Mao est un milieu de terrain, il commence avec l’Elite Academy en 2005, puis il  rejoint le club de l’Azam Academy en 2007, où il remporte la Coupe Uhai deux fois de suite. Puis, en 2008, il joue son premier match professionnel contre le club Tanzanien Kagera Sugar et est promu dans l’équipe senior en 2009. Au cours de la saison 2013 et 2014, il marque un but contre Ruvu Shooting et aide Azam à remporter la Premier League tanzanienne pour la première fois de son histoire. 
Après 11 ans à Azam, il rejoint le club de première ligue égyptienne Petrojet en juin 2018. Lors de sa première saison avec le club, il joue 30 des 34 matchs du championnat. À la suite de la relégation de Petrojet, Himid Mao signe un contrat de deux ans avec ENPPI le 1er août 2019,. 

## Carrière internationale
Himid Mao est appelé dans l’équipe nationale tanzanienne des moins de 17 ans pour la Copa Coca-Cola des moins de 17 ans 2010 en Afrique du Sud. La Tanzanie marque 32 buts en phase de groupes, n’en encaissant que trois, et se qualifie pour les huitièmes de finale. Ils ont finalement été éliminés en quart de finale lorsqu’ils ont été battus 1-0 par le Botswana. Par la suite il joue pour les moins de 20 ans et les moins de 23 ans de l'équipe de la Tanzanie. 
Le 15 juillet 2017, il marque son tout premier but international lors d’un match nul 1-1 contre le Rwanda lors des qualifications pour le Championnat d’Afrique des Nations 2018. 
Le 13 juin 2019, Mao est appelé dans l’équipe des 23 joueurs de la Tanzanie pour la Coupe d’Afrique des Nations de football 2019 en Égypte.
En 2023, il participe avec l'équipe nationale de la Tanzanie à la Coupe d'Afrique des Nations de football 2023 en Côte d'Ivoire,.

## Palmarès

### Club
Azam
- Championnat de Tanzanie  : 2013